# Летище „Схипхол“
Летище „Схипхол“ (на английски: Amsterdam Airport Schiphol; на нидерландски: Luchthaven Schiphol, произнася се на нидерландски: Schiphol, МФА: [ˈsxɪpɦɔl]), е най-голямото летище в Нидерландия. Намира се на 9 km югозападно от Амстердам.
Схипхол е основно европейско летище. То е третото най-натоварено в Европа по брой обслужени пасажери и най-натовареното летище по брой самолетодвижения. Аеропортът има един терминал, който е разделен на три зали за заминаващи. То е хъб за националната авиокомпания на Нидерландия KLM, KLM Cityhopper, Corendon Dutch Airlines, Martinair, Transavia и TUI fly Netherlands. Летище Схипхол е база за easyJet и LEVEL.
Летище Амстердам е било предназначено първоначално за военни цели, когато започва да оперира през 1916 година. След края на Първата световна война започва да се използва само за цивилни нужди. По време на Втората световна война, летището е бомбардирано и разрушено. Но след края на войната е построено отново и е взето решение да бъде основното летище на Нидерландия.
Поради високите такси на летището и огромния трафик, част от нискотарифните компании оперират от други нидерландски летища: Айндховен и Ротердам/Хага. Предвижда се облекчаване на трафика след като летище Лелистад бъде разширено.
Летище Амстердам Схипхол има 165 изхода, всички екипирани с пътнически ръкави, а 18, от които и с два пътнически ръкава, с цел по-лесното качване на борда на широкофюзелажни самолети. Два от изходите са екипирани с три пътнически ръкава специално за Еърбъс А380 на авиокомпания Емирейтс, която оперира два пъти дневно от Дубай до Амстердам. През летния сезон China Southern Airlines също оперира с А380. Летището има изобилие от магазини, както и хотел, морга, библиотека и изложба.
Аеропортът е много добре свързан с целия свят благодарение на голямото изобилие от полети и дестинации. Националният авиопревозвач на Нидерландия – KLM, както и нискотарифните авиокомпании easyJet и Transavia заемат съответно първо, второ и трето място по брой самолетодвижения за 2018 година.
През 2018 година най-натоварените европейски дестинации са:
- Великобритания – Лондон Хийтроу
- Испания – Барселона Ел Прат
- Франция – Париж Шарл дьо Гол
- Ирландия – Дъблин
- Дания – Копенхаген
- Великобритания – Лондон Геутик
- Италия – Рим Фиумичино
- Великобритания – Манчестър
- Испания – Мадрид
- Германия – Мюнхен.[1]

За същата година най-предпочетени междуконтинентални дестинации са:
- Обединени арабски емирства – Дубай
- САЩ – Ню Йорк
- САЩ – Атланта
- Канада – Торонто Пиърсън
- САЩ – Детройт.

Летището е добре свързано с град Амстердам посредством градския транспорт на града, както и с железопътен транспорт. Летище Схипхол е достъпно от всички краища на Нидерландия благодарение на добре изградената железопътна инфраструктура. Освен нидерландци, жителите на Белгия и Франция също могат да се възползват от услугите на летището, което е свързано и чрез жп транспорт посредством гара „Летище Схипхол“ (Schiphol Airport).

## Галерия
- Летище Схипхол
- Летище Схипхол – схема за разположение на пистите
- Зала за чекиране